# Beni Ensar
Beni Ensar (en berbère : ⴰⵢⵜ ⵏⵚⴰⵔ, Aït Nsar; en arabe : بني نصار, Beni Nsar) est une ville portuaire, de la région de l'Oriental, dans le Rif, plus précisément au Rif oriental, au nord-est du Maroc. Elle est située à 12 km au nord de Nador dont elle est le port, à proximité de l'enclave espagnole de Melilla et à 90 km de la ville de Berkane.
La ville de Beni Nsar compte environ 31 800 habitants selon l'HCP marocain.

## Situation géographique
Le climat y est méditerranéen, avec des précipitations variables, atteignant seulement 280 mm en moyenne annuelle.
Le développement de l’agglomération est contraint par les contreforts du massif du Gourougou et la voie express située à l’ouest d'une part, et de l'autre, par la Mar Chica ou Thamchadht, la voie ferrée et la zone industrielle du port à l’est.

## Économie
Le port maritime est l'un des principaux ports du Maroc.
Sa connexion au réseau national de chemin de fer par la nouvelle ligne ferroviaire Taourirt-Nador est entrée en service en 2009. Elle permet l'accès des régions de l'est et du centre du royaume à la Méditerranée, facilitant ainsi le développement des échanges internationaux.
Dans le cadre du programme de développement industriel de la région de l'Oriental appelé Med-Est, il est prévu[Quand ?] de réaliser un pole industriel autour d'une zone franche portuaire à Beni Ensar. Un parc industriel est en construction[Quand ?] à Selouane.

## Quartiers de la ville
- Izarrijan ou Bouyfaqqoussen ;
- Kalita ou Qalita ;
- Ibouqichwen, ou Balghata ou encore Nouveaux Collège ;
- Aït Salem ;
- Artbiyen ;
- Ghassi ;
- Bkkar ;
- Iyassinen ;
- Passo ;
- Aït Laarbi ;
- BarrioChino, ou Zarwala ;
- Iaassen ;
- Ihemmututhen ;
- Sidi Moussa ;
- Thamziyeda, ou El Fid Aarass ;
- Ighmariyen ;
- Aït Zahra ;
- Asgnaf, ou Dispensaire ;
- Diwana Thaqdimt ;
- Idanithen ;
- Ouahdana ;
- Abdelmoumen ;
- Aït Aissa ;
- Thayzath, ou Bokana, ou encore Miami ;
- Sidi Hemad Rhaj.

## Établissements d'enseignement
- École Moulay Baghdad ;
- École Al Bakri ;
- École Abdelmoumen ;
- École Sidi Moussa ;
- École Sidi Mohamed Ibn Abdallah ;
- École Ait Laarbi ;
- École Al Minae ;
- École Ouhdana ;
- École Charif El Idrissi ;
- École Sidi M’Hamed ;
- École Al Andalous ;
- École Boukana ;
- École Privée Afaq ;
- École Privée AlMantique ;
- Collège Secondaire Khadija Oum El Mouminine ;
- Collège Secondaire Ait Nsar ;
- Lycée Othman Ibnou Affan ;
- Lycée Farkhana ;
- Groupe Scolaire Imam Alghazali ;
- Groupe Scolaire Jamal Eddine Al Afghani.

## Personnalités nées à Beni Ensar
- Mohamed Améziane (1897-1975), premier et à ce jour seul maréchal du Maroc ;
- Ahmed Amar Allal YAHYA (1931-1991), ancien maire de Nador, président de la chambre de Commerce et de la chambre d'agriculture de Nador, parlementaire (Député à la chambre des représentants).

### Sources
- (en) Beni Ensar sur le site de Falling Rain Genomics, Inc.